# Raymond de La Tailhède

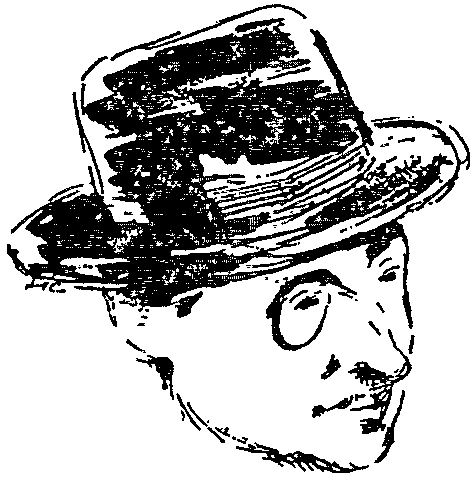
Raymond de La Tailhède (1892, gezeichnet von Frédéric-Auguste Cazals)

Raymond de La Tailhède (* 14. Oktober 1867 in Moissac; † 25. April 1938 in Montpellier) war ein französischer Dichter.

## Leben
Raymond de La Tailhède war in Paris bereits mit 20 Jahren Mitarbeiter der Zeitschrift Les chroniques. Revue littéraire et artistique und dann der Zeitschrift La plume. Revue littéraire et artistique. 1891 gehörte er zusammen mit Charles Maurras, Ernest Raynaud (1864–1936) und Maurice Du Plessys (1864–1924) unter der Führung von Jean Moréas zu den Mitgründern der école romane, die der düsteren nordischen Dichtung die Klarheit der griechisch-romanischen Dichtung gegenüberstellte. Er veröffentlichte wenig. Gesamtausgaben seiner Dichtung erschienen 1926 (als er 59 Jahre alt war) und nach seinem Tod im Alter von 70 Jahren. Neuere Ausgaben fehlen.
In Moissac ist eine Straße nach ihm benannt.

## Werke

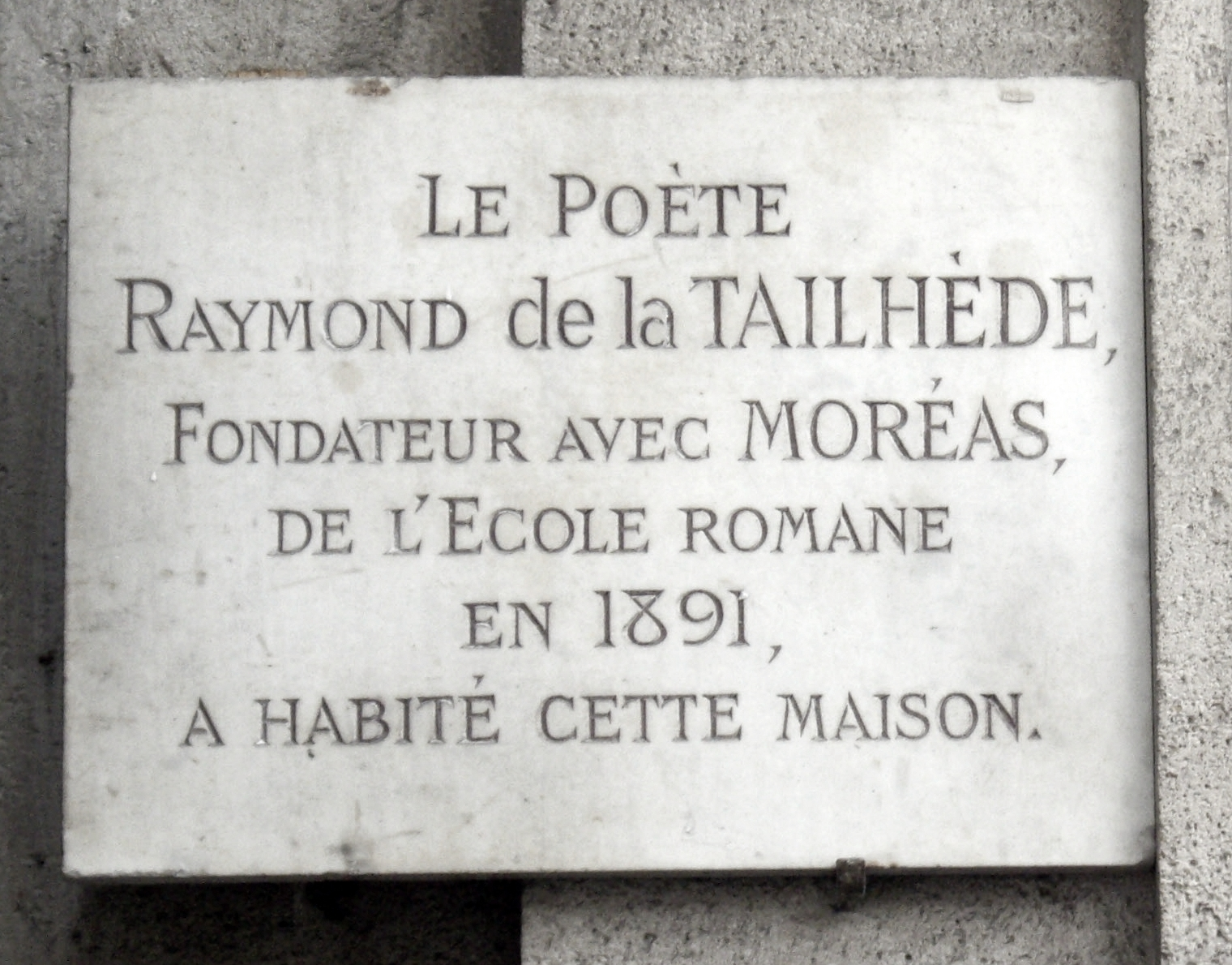
Gedenktafel in Paris (Boulevard du Montparnasse Nr. 79)

- La Métamorphose des fontaines. Paris 1895.
- (Hrsg.) Jules Tellier (1863–1889): Œuvres complètes. 2 Bde. Émile-Paul frères, Paris 1923–1925.
- Les Poésies de Raymond de La Tailhède. Paris 1926.
- (mit Charles Maurras) Un débat sur le romantisme. Hrsg. Pierre Constans. E. Flammarion, Paris 1928.
- Les poésies de Raymond de La Tailhède. Édition définitive. Albin Michel, Paris 1938.